# Kerstin Kowalski
Kerstin Kowalski (Kerstin El-Qalqili) est une rameuse allemande, née le 25 janvier 1976. Elle est la sœur jumelle de Manja Kowalski.

## Palmarès

### Aviron aux Jeux olympiques
- 2004 à Athènes,  Grèce
  -  Médaille d'or en quatre de couple
- 2000 à Sydney,  Australie
  -  Médaille d'or en quatre de couple

### Championnats du monde
- 2003 à Milan,  Italie
  -  Médaille de bronze en quatre de couple
- 2002 à Séville,  Espagne
  -  Médaille d'or en quatre de couple
- 2001 à Lucerne,  Suisse
  -  Médaille d'or en deux de couple
- 1999 à Saint Catharines,  Canada
  -  Médaille d'or en quatre de couple